# Lizuarte Martins
Lizuarte Manuel Goncalves Martins (* 23. August 1978) ist ein portugiesischer Radrennfahrer.
Lizuarte Martins begann seine Karriere 2001 beim Radsportteam Jodofer-Abóboda. 2003 wechselte er zu Milaneza-MSS und fuhr 2005 bis 2007 für das portugiesische Continental Team Madeinox. Bei der Portugal-Rundfahrt 2006 wurde er auf dem vierten Teilstück Dritter und übernahm das Führungstrikot. Am nächsten Tag musste er es jedoch schon wieder an Gustavo César abgeben.

## Teams
- 2001 Jodofer-Abóboda
- 2002 Matesica Abóboda
- 2003 Milaneza-MSS
- 2004 Milaneza Maia
- 2005 Madeinox-A.R. Canelas
- 2006 Madeinox-Bric-A.R. Canelas
- 2007 Madeinox-Bric-Loulé